# Shima Ryū
Shima Ryū (島 隆; Kiryū, 1823 - Kiryū, 1900) va ser una artista i fotògrafa japonesa, pionera en la història de la fotografia al Japó el segle xix.

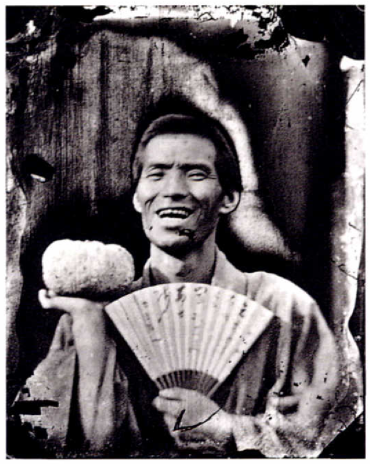
Fotografía en planxa humida de Shima Kakoku feta per Shima Ryū el 1864. Es creu que aquesta és la primera fotografia feta per una dona japonesa

Originària de Kiryū, ara a la Prefectura de Gunma, va estudiar en una escola d'art a Edo (ara Tòquio) on va conèixer a Shima Kakoku (1827-1870), un company d'estudis. El 1855 es van casar i es van traslladar a la zona de Kantō on van aprendre els aspectes bàsics de la fotografia i, la primavera de 1864, Ryū fotografia el seu marit, esdevenint la primera dona japonesa coneguda en fer una fotografia. 
Van començar a moure's per la regió, possiblement exhibint les seves obres al llarg del camí. Entre els anys 1865 i 1867, el matrimoni Shima va treballar en un estudi fotogràfic a Shitaya, Edo, fins que Kakoku va acceptar una plaça de docent al Kaiseijo —Institut per a l'estudi dels llibres bàrbars. Després de la mort del seu marit el 1870, Ryū va tornar a Kiryū on va obrir el seu propi estudi fotogràfic.